# Shocking Asia
Shocking Asia es una película documental de 1974, escrita y dirigida por Rolf Olsen junto a Ingeborg Stein Steinbach. La película fue prohibida en Finlandia debido a su contenido gráfico perturbador. Una secuela titulada Shocking Asia II: The Last Taboos salió en 1985. 
La película muestra escenas del continente asiático, en ambientes propios del género mondo, cuerpos cremados arrojados al Ganges en presencia de los bañistas, perforaciones masivas en India, centros nocturnos japoneses donde se recrean rituales sexuales y una cirugía de cambio de sexo en Singapur.
- Datos: Q5859254